# WBC The Palace
WBC The Palace là một khu phức hợp gồm hai tòa nhà căn hộ chung cư cao chọc trời ở Busan, Hàn Quốc. Tháp 1 và 2 đều được hoàn thành vào năm 2011 và nằm trong nhóm 200 tòa tháp cao nhất thế giới.